# ボビー (1973年の映画)
『ボビー』（原題：Bobby）は、1973年に公開されたインドのロマンティック・ミュージカル映画。ラージ・カプールが監督、ハージャー・アフマド・アッバースが脚本を務めている。ラージ・カプールの息子リシ・カプールの初主演作であり、ディンパル・カパーディヤーのデビュー作でもある。本作は後年のボリウッドに多くの影響を与え、本作からインスピレーションを得た作品が多く存在する。インディア・タイムズは本作を「ボリウッドの観るべき映画トップ25」に選んでいる。
1973年公開のインド映画で国内最高興行収入を記録したブロックバスターであり、1970年代のインド映画でも第2位、歴代興行収入記録のトップ20に選ばれている。海外ではソビエト連邦で大ヒットして観客動員数は2620万人、興行収入も歴代トップ20を記録している。

## キャスト
- ラージ・ナート - リシ・カプール
- ボビー・ブラガンザ - ディンパル・カパーディヤー
- ジャック・ブラガンザ - プレーム・ナート（英語版）
- ブラガンザ夫人 - ドゥルガ・コーテ（英語版）
- ナート - プラン
- スーシマ・ナート - ソニア・シャーニ（英語版）
- ニマ - アルナ・イラニ（英語版）
- プレーム・チョープラー - プレーム・チョープラー（英語版）
- アルカ・"ニッキ"・シャルマ - ファリーダー・ジャラール
- シャルマ - ピンチョー・カプール（英語版）
- シャルマ夫人 - ラージ・ラーニ
- 警部 - ジャグディシュ・ラージ（英語版）

## 製作
リシ・カプールは2012年のインタビューで、「『ボビー』が私を俳優としてデビューさせるために作られたという誤解が存在しました。実際には、この映画は『私はピエロ』の負債を返済するために作られたのです。父は10代のラブストーリーを作りたいと思っていましたが、ラージェーシュ・カンナーを起用するための資金を持っていませんでした」と語っている。
いくつかのシーンはグルマルグで撮影され、同地で撮影に使用された小屋「Bobby Hut」として有名になった。終盤のシーンは、ラージ・カプールが農場を所有していたロニ・カルボール近くのプーン＝ソラプール・ハイウェイで撮影された。

## 評価

### 興行収入
『ボビー』は1973年公開のインド映画の中で最も興行収入が高く、国内興行収入1億1000万ルピーを記録した。また、1970年代を通しても『炎』に次ぐ第2位の興行収入を記録している。興行収入は現代の価値に換算すると39億8000万ルピー相当（2011年時点）になる。同年には歴代興行収入トップ20の一つに挙げられている。
ソビエト連邦では1975年に公開され、ラージ・カプールの人気の高さから大ヒットした。観客動員数は6260万人を記録し、同年のソ連興行収入ランキングで第2位となった。1970年代で最も人気の高いインド映画であり、過去10年間の外国映画ヒットランキングで第2位となり、過去10年間の興行収入ランキングで第6位となった。映画の成功により、主演のリシ・カプールはソ連国内においてスター俳優の地位を確立した。

### 受賞・ノミネート
| 映画賞                           | 部門                                           | 対象                                                                   | 結果       | 出典   |
| -------------------------------- | ---------------------------------------------- | ---------------------------------------------------------------------- | ---------- | ------ |
| 第21回フィルムフェア賞           | 主演男優賞                                     | リシ・カプール                                                         | 受賞       | [ 17 ] |
| 第21回フィルムフェア賞           | 主演女優賞                                     | ディンパル・カパーディヤー（『Abhimaan』のジャヤー・バッチャンと同時） | 受賞       | [ 17 ] |
| 第21回フィルムフェア賞           | 男性プレイバックシンガー賞                     | ナレンドラ・チャンチャル「Beshak Mandir Masjid」                       | 受賞       | [ 17 ] |
| 第21回フィルムフェア賞           | 男性プレイバックシンガー賞                     | シャイレンドラ・シン                                                   | ノミネート | [ 17 ] |
| 第21回フィルムフェア賞           | 美術監督賞                                     | A・ランガラージ                                                        | 受賞       | [ 17 ] |
| 第21回フィルムフェア賞           | 音響デザイン賞                                 | アラウッディーン・カーン・クレシ                                       | 受賞       | [ 17 ] |
| 第21回フィルムフェア賞           | 作品賞                                         | ラージ・カプール                                                       | ノミネート | [ 17 ] |
| 第21回フィルムフェア賞           | 監督賞                                         | ラージ・カプール                                                       | ノミネート | [ 17 ] |
| 第21回フィルムフェア賞           | 助演女優賞                                     | アルナ・イラニ                                                         | ノミネート | [ 17 ] |
| 第21回フィルムフェア賞           | 音楽監督賞                                     | ラクシュミカント＝プヤレラル                                           | ノミネート | [ 17 ] |
| 第21回フィルムフェア賞           | 作詞家賞                                       | アナンド・バクシ「Hum Tum Ek Kamre Mein」「Main Shayer To Nahin」      | ノミネート | [ 17 ] |
| 第21回フィルムフェア賞           | 作詞家賞                                       | ヴィッタルバーイ・パテール「Jhoot Bole Kava Kate」                     | ノミネート | [ 17 ] |
| ベンガル映画ジャーナリスト協会賞 | ヒンディー語映画部門男性プレイバックシンガー賞 | シャイレンドラ・シン                                                   | 受賞       | [ 18 ] |
| ベンガル映画ジャーナリスト協会賞 | ヒンディー語映画部門録音賞                     | アラウッディーン・カーン・クレシ                                       | 受賞       | [ 18 ] |